# Diocèse d'Irecê
Le diocèse d'Irecê (en latin, Dioecesis Irecensis) est une circonscription ecclésiastique de l'Église catholique au Brésil.
Son siège se situe dans la ville d'Irecê, dans l'État de Bahia. Créé en 1979, il est suffragant de l'archidiocèse de Feira de Santana et s'étend sur 24 065 km2.
Depuis 2023, son évêque est Mgr Antônio Ederaldo de Santana.